# Вірменська церква (Івано-Франківськ)
Кафедральний собор Покрови Пресвятої Богородиці, Вірменська церква — церква ПЦУ у місті Івано-Франківську. Ян К. Островський стверджує, що З. Горнунґ висуває гіпотезу, що автором проекту Вірменської церкви міг бути Йоган Шільцер.

## Опис храму

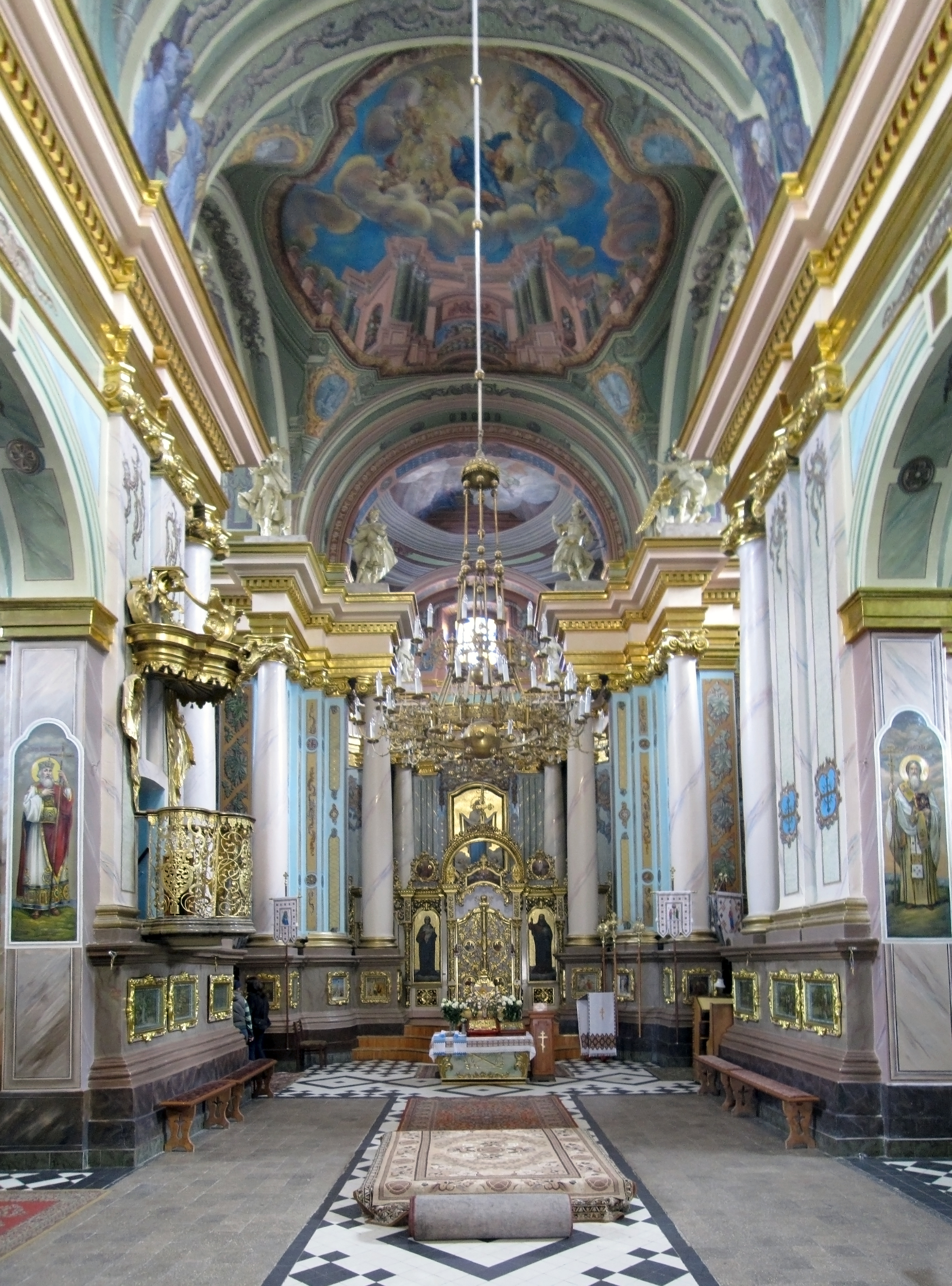
Всередині храму (2009)

Вірменська церква в основі є взірцем стилю бароко.
Храм являє собою цегляну, тринавову базиліку з трансептом. Середня нава і трансепт однієї висоти, бічні нави (у теперішній час) — значно нижчі. Головний фасад увігнутий з трикутним фронтоном, фланкований двома круглими баштами. Споруда за периметром розчленована пілястрами іонічного ордеру, завершена карнизом.
Церкву перекрито напівциркульним склепінням з розпалубками, центральний об'єм перекритий куполом без барабану, що спирається на опорні стовпи за допомогою підпружних арок і вітрил.
У оформленні інтер'єру храму використані іонічний ордер, а також дерев'яна скульптура, яка, вочевидь, належить різцю М. Полейовського, на стінах фрески, виконані Яном Солецьким, що вміщені на карнизі центрального вівтаря та трансепту.
Привертає увагу виконана у вірменському стилі вівтарна плита Хачкар, яка є в центрі вівтаря.

## З історії храму
17 червня 1700 року відбулась консекрація Вірменської церкви львівським архієпископом Деодатом Нерсесовичем.
Перші відомі перебудови проведені в 1811 та 1829 році. Під час пожежі 1868 споруда була сильно пошкоджена. Після невдалої реставрації 1869 року її вигляд істотно змінився. Дві круглі вежі, що фланкують головний фасад, зробили нижчими, в них були замуровані два входи, шоломи барокового силуету, які їх завершували, стали дзвоноподібними. Змінився вигляд фронтону, зникла невелика башта, що увінчувала дах, замість ряду півциркульних вікон з'явилися прямокутні, усунено їх барокове обрамлення. Були також замуровані входи до підземних крипт, що зберігали останки визначних вірмен.
Ще одне відновлення церкви проведене в 1919–30 рр. Зокрема тоді реконструйований портал, поставлена мурована огорожа з брамами за проектом архітектора С.Трелі.
Церква споруджена у стилі зрілого бароко. Має вигляд цегляної тринефної базиліки з трансептом. Стінопис інтер'єрів виконаний Я.Солецьким — послідовником художника-монументаліста XVIII ст. С.Строїнського.
У розписах трансепту переважають багатофігурні сцени в пейзажному оточенні з елементами барокової архітектури, драперіями, картушами. Стінопис виконаний у техніці «сухої фрески».
Храм протягом століть славився чудотворним образом Пречистої Діви Марії, що походив із XVII ст. Він був одним з найвідоміших у польській державі поряд з образами Матері Божої Ченстоховської та Остробрамської. Останній настоятель у 1944 вивіз образ до Польщі, нині він міститься у Петропавловському соборі м. Гданська. На щипці церкви встановлена копія образа.
В часи панування комуністичного атеїзму храм у 1960-х рр. закрили, він використовувався як художня майстерня. У 1962–65 рр. у задніх приміщеннях мешкав художник-дисидент, майбутній лауреат Державної премії України ім. Т. Шевченка Опанас Заливаха (1925—2007), тут був заарештований. Після ремонту 1970 році у церкві відкрили музей історії релігії та атеїзму. У 1990 храм повернули віруючим. Сьогодні - це Катедральний собор Покрови Пресвятої Богородиці ПЦУ.
Праворуч від входу 13 грудня 1999 року відкрито й освячено меморіальну дошку Мстиславу (справж.- Степан Скрипник; 1898—1993) — Патріархові УАПЦ, церковному і громадському діячеві, племінникові Симона Петлюри.

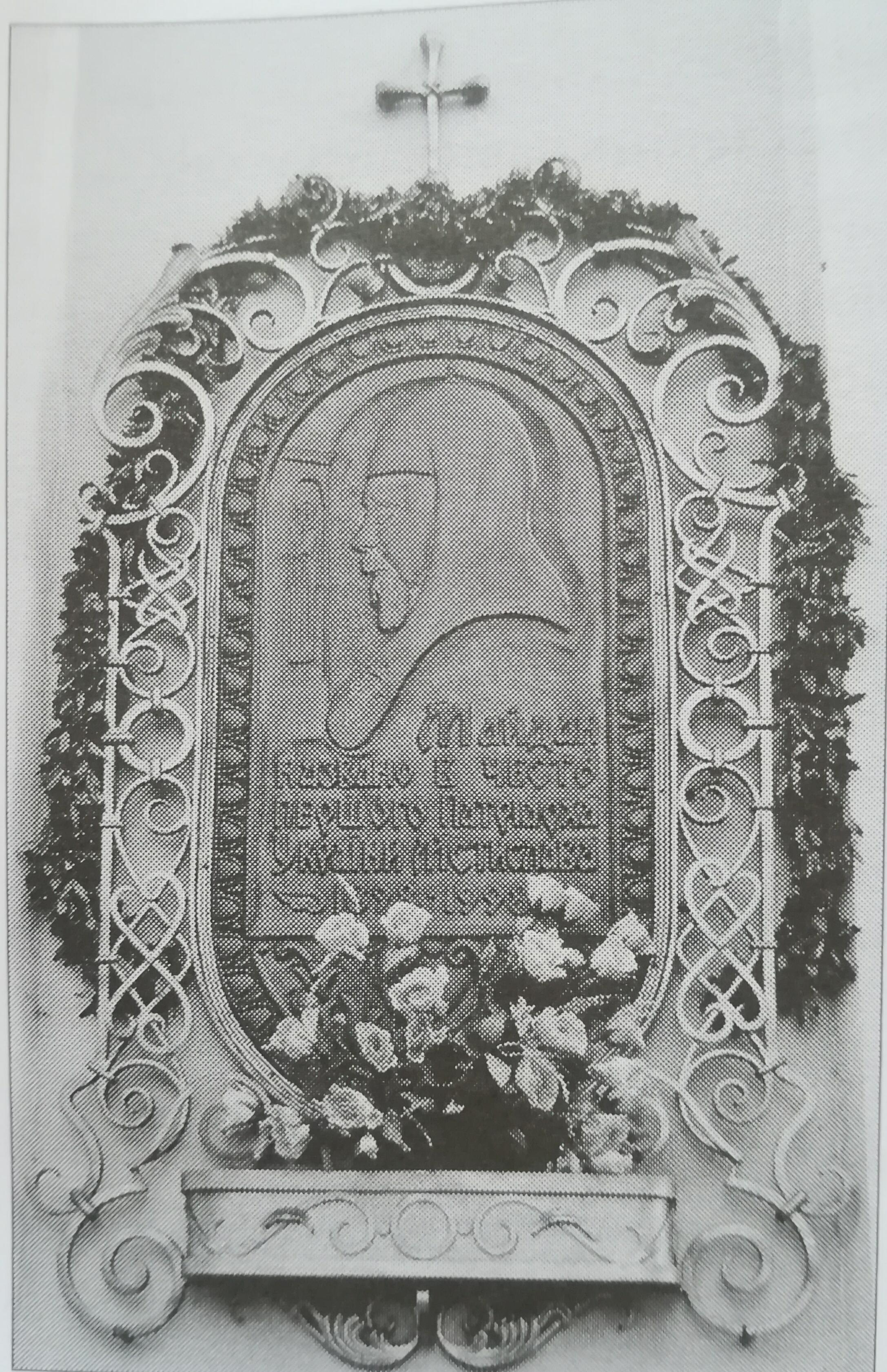
Меморіальна дошка Мстиславу (Патріархові УАПЦ)

Меморіальна дошка являє собою мідну овальну таблицю з профільним рельєфним зображенням погруддя Патріарха, під яким викарбувано напис: «Майдан названо в честь першого патріарха України Мстислава 1898–1993». Насправді майдану зі згаданою назвою в місті нема. Єпархія УАПЦ зверталася до міськвиконкому з проханням назвати ім'ям Мстислава майданчик перед церквою, але через його незначні територіальні розміри пропозицію не прийняли.

### Передісторія: чудотворний образ
З моменту заснування Станіславова великий вплив на його життя мала вірменська громада. Вірменам належав цілий міський квартал, в якому вони протягом 1663–1664 років спорудили свою першу дерев'яну церкву.
Незабаром у храмі з'явилась і своя чудотворна ікона. Писар станіславівської вірменської гміни Домінік замовив копію ченстоховської ікони Божої Матері в 70-річного іконописця Даниїла.
Цей образ висів у нього вдома і він часто молився перед ним. Домінік дуже погано бачив, але з часом його зір повністю відновився. Писар приписав це чудодійній силі образу та передав його до храму.
Уже в церкві, 22 серпня 1742 року, Божа Матір «заплакала справжніми сльозами». Того ж дня в присутності великого зібрання людей почалось богослужіння, яке тривало 44 години. Після цього образ прославився багатьма чудесами. Люди виліковувалися від епілепсії, сліпоти, артриту та багатьох інших хвороб. На честь з'явлення чудотворного образу, за ініціативою вірменського братства, було прийнято рішення про зведення кам'яної будівлі величавого храму.
Сьогодні на щипці церкви знаходиться копія цієї ікони.

### Будівництво та єврейські кошти

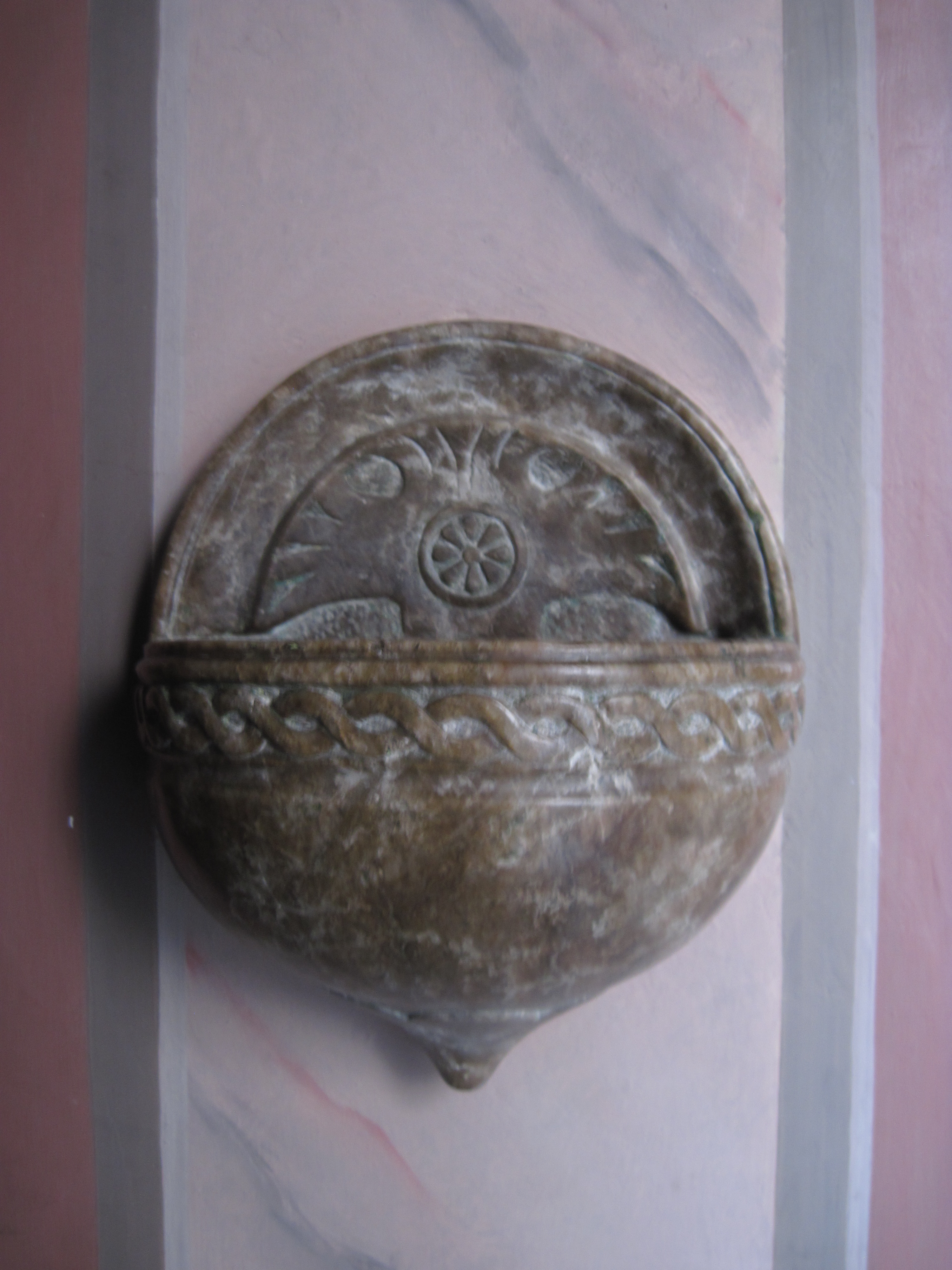
Умивальниця

Власник міста — великий коронний гетьман Юзеф Потоцький:
- 28 травня 1743 року урочисто заклав наріжний камінь майбутнього кам'яного вірменського костелу із різьбленим надписом: «Троєкратно Благословенній Найсвятішій Богородиці камінь, місто й душу разом під дівичі ступні»
- 24 червня 1748 року видав грамоту стосовно церкви, підтведив її печаткою.[6]

Проте грошей не вистачало і стіни почали зводити лише за п'ять років. З метою прискорення будівництва Юзеф Потоцький видав універсал, згідно з яким єврейська громада мала щороку сплачувати 1000 злотих на будову вірменської церкви, до повного її завершення. Відтак, 15 років євреї фінансували зведення головного храму своїх запеклих конкурентів у справах. Вірмени не дуже квапилися із завершенням будівельних робіт, освячення церкви відбулося 22 серпня 1763 року.
На церемонії освячення був присутній львівський вірменський архієпископ Яків Стефан Августинович, який нарік новобудову костелом Непорочного Зачаття Найсвятішої Діви Марії. Розписи виконав відомий польський художник Ян Солецький. Вівтарі були прикрашені чудовими фігурами святих роботи скульптора Матвія Полейовського. Проте, навіть після побудови відчувався брак коштів — церква стояла без зовнішньої штукатурки аж до 1800 року.

### Храм наприкінці XVIII— у XIXст.ст.
Кінець XVIII — початок XIX ст. був часом важких випробувань для вірменської громади міста. Її кількість і раніше не перевищувала 500 осіб, а після масової еміграції вірмен до Угорщини, вірмен залишилось зовсім мало. Через брак прихожан вірменська церква швидко прийшла у незадовільний стан і протягом 1811–1826 років стояла зачиненою. Справи пішли краще за пароха Антонія Борковського, який відновив богослужіння і провів часткову реставрацію (1829). Вартим згадати є той факт, що у 1803 році вірменське братство святого Григорія поклало у львівський банк 69 808 злотих. Щорічні відсотки становили 175 злотих, і цієї суми цілком вистачало на платню пароху.
Під час знаної «Мармулядової пожежі» (1868) Вірменський костел згорів. На його реставрацію скинулися багато мешканців Станіславова різних віросповідань і національностей. У 1870 році реставрацію було завершено, але споруда при цьому дещо змінила свій зовнішній вигляд. Дві бокові вежі стали значно нижчими, пропала сигнатурка, змінилася форма куполів — шоломи барочного силуету були замінені дзвіноподібними куполами; іншим за конфігурацією став також фронтон, зникла невелика башта, що вінчали дах.

### Вірменська церква у ХХ столітті і в наш час

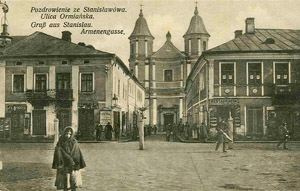
Вірменська церква на старій поштівці

Перша світова війна стала періодом занепаду та великих руйнацій для Вірменської церкви. Під час Першої світової війни на церковному городі отаборилась артилерійська батарея росіян. Німці засікли, звідки ведеться вогонь, і накрили цей район вогнем своїх гармат. В результаті був пошкоджений фасад храму, а стеля пробита у багатьох місцях.
Після Першої світової війни парох Францішек Комусевич домігся, щоб уряд визнав костьол пам'яткою історії та архітектури, й зумів вибити кошти на реставрацію. Під час відновлювальних робіт дах покрили оцинкованою бляхою, а куполи — мідною. Також провели реставрацію фресок і вівтарних скульптур. Мармурові та алебастрові фігури виготовили у майстерні Мар'яна Антоняка, який був добре відомим скульптором надмогильних пам'ятників. А технічним керівником реставраційних робіт був «батько» Станіславівської ратуші — архітектор Станіслав Треля. Загалом ці відновлювальні роботи тривали протягом 1919–30 років.
30 травня 1937 року відбулась коронація Чудотворного образу Божої Матері. На церемонії був присутній примас Польщі кардинал Гльонд та 17 єпископів, які представляли римо‑католицьку, греко‑католицьку та вірменську церкви.
У травні 1946 року багато поляків і полонізованих вірмен залишили Україну. Із собою до Польщі вони забрали і Чудотворний образ, який зараз знаходиться у гданському костелі св. Петра і Павла. А приміщення костелу віддали Російській православній церкві, яка там протрималась до кінця 1940‑х років. Після того там розмістилися майстерні художників. Саме тут було виготовлено статую Матері-Вітчизни для братського кладовища радянських воїнів на вулиці Лепкого.

Макет ракети перед Вірменським костелом, 1970-ті

Упродовж 1962–1965 років у приміщенні костьолу жив відомий художник Опанас Заливаха.
Від 1971 року з'являється новий «господар» храму — музей релігії і атеїзму, задля чого пам'ятку було частково відремонтовано й пристосовано під потреби музейного закладу. В його експозиції було багато цікавих експонатів, та особливо розкішним був «підвал інквізиції», що, напевно, ніяк не поступався Музеєві катувань у Кам'янці-Подільському.
Тоді ж, трохи згодом майданчик перед церквою-музеєм «прикрасила» ракета, яка, за тогочасним путівником, «символізувала одвічне прагнення людства до знань, до світла, до щастя». У місті снували навіть чутки, що то був справжній ракетний модуль, на якому раніше тренувалися космонавти, хоча в дійсності це був звичайний макет, виготовлений на локомотиворемонтному заводі. Що радянська влада вдійсності збиралася «символізувати» цим макетом невідомо, але ракета була досить відомим місцем у місті через заклад продажу розливного пива, який з року в рік проводив жваву торгівлю біля ракети. З поверненням будівлі статусу культової споруди (1990) ракету відвезли на задвірки одного з промислових підприємств, де вона перетворилася на брухт просто неба.
У 1990 році настоятель о. Степан Абрамчук перейшов до Української автокефальної православної церкви. Тоді ж церква отримала офіційну назву Покровського собору УАПЦ. Нові господарі перефарбували храм у голубий колір — геральдичний колір Божої Матері.
У 2008 році спалахнув скандал, пов'язаний із Вірменською церквою. Тоді в церкві йшла реставрація, і у ЗМІ з'явилась інформація про те, що майстри замальовують фрески Яна Солецького.
У 2010 році реставрацію Вірменської церкви було закінчено. Кожен може зайти до храму і порівняти збережені старі розписи із відреставрованими.
В радянські часи церква охоронялась як пам'ятка архітектури Української РСР (№ 232).

## Світлини

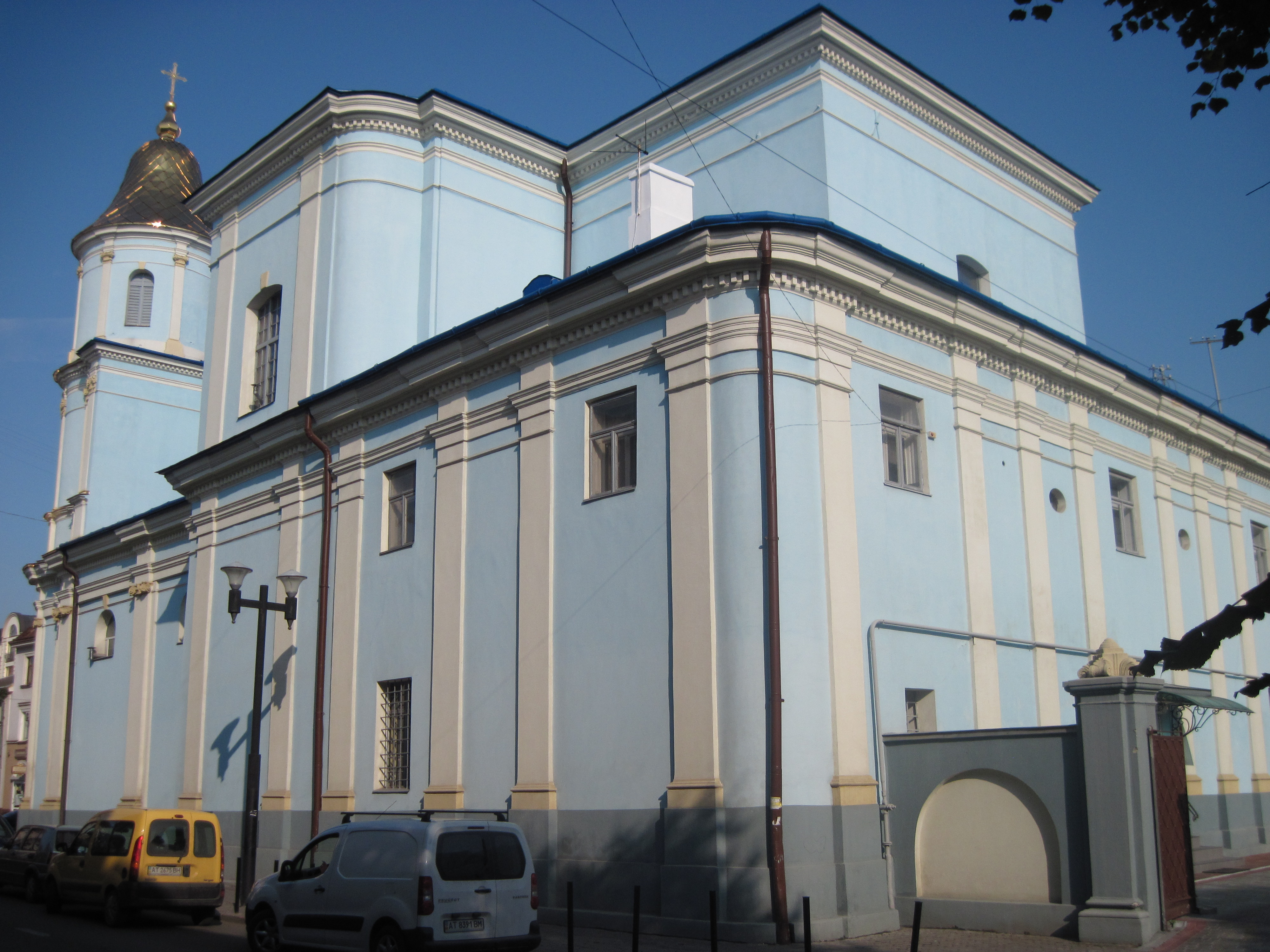
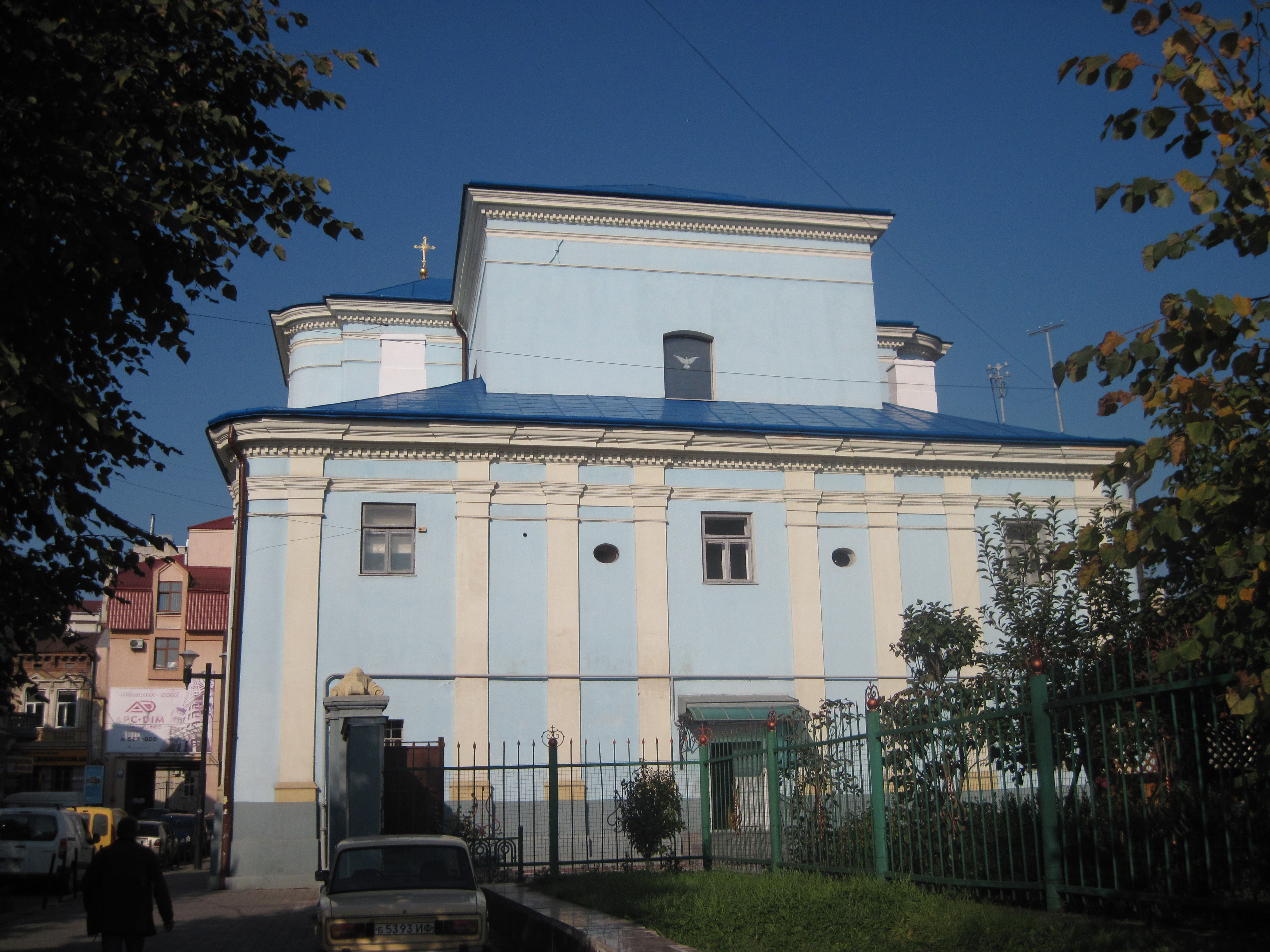
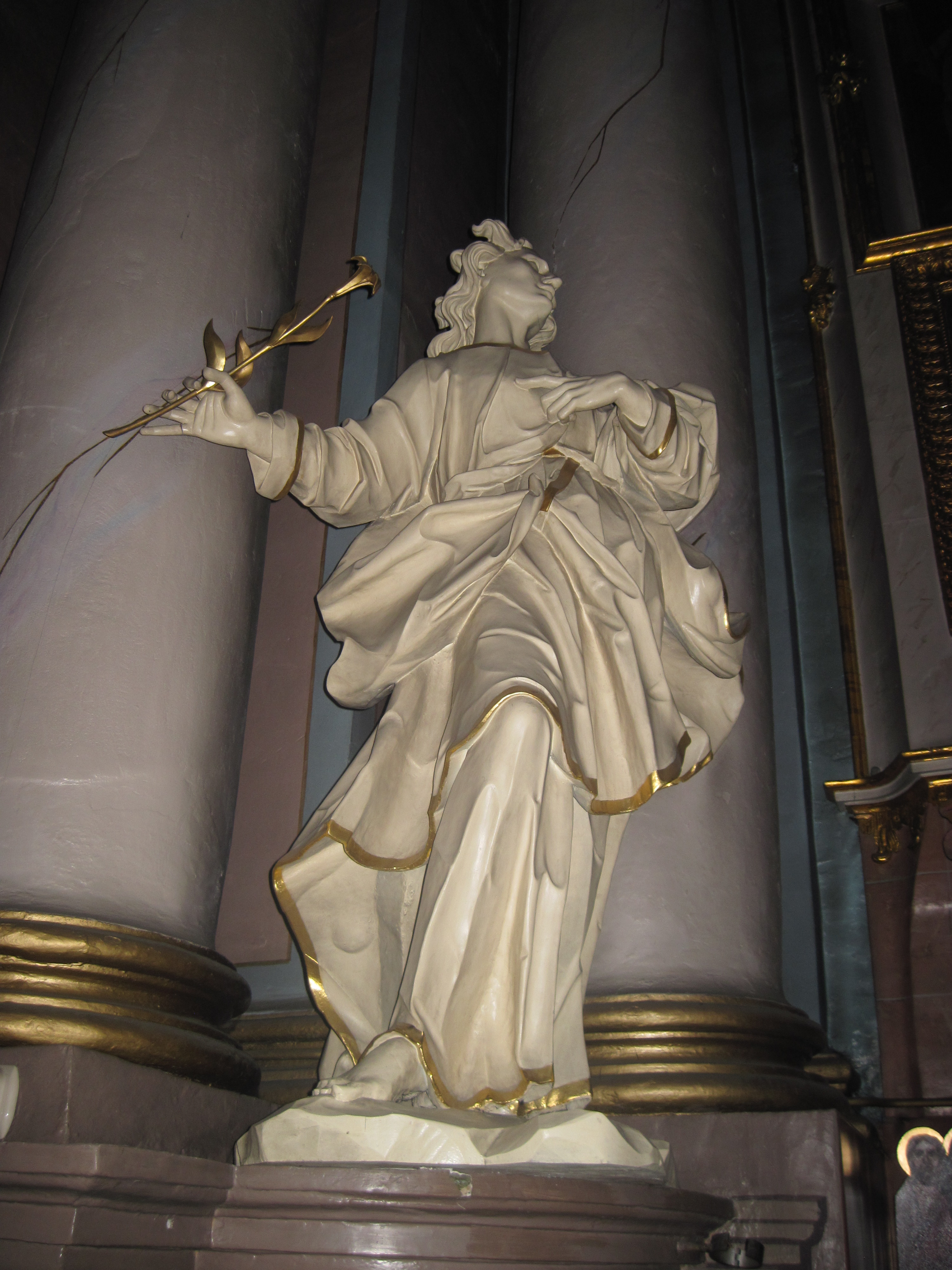
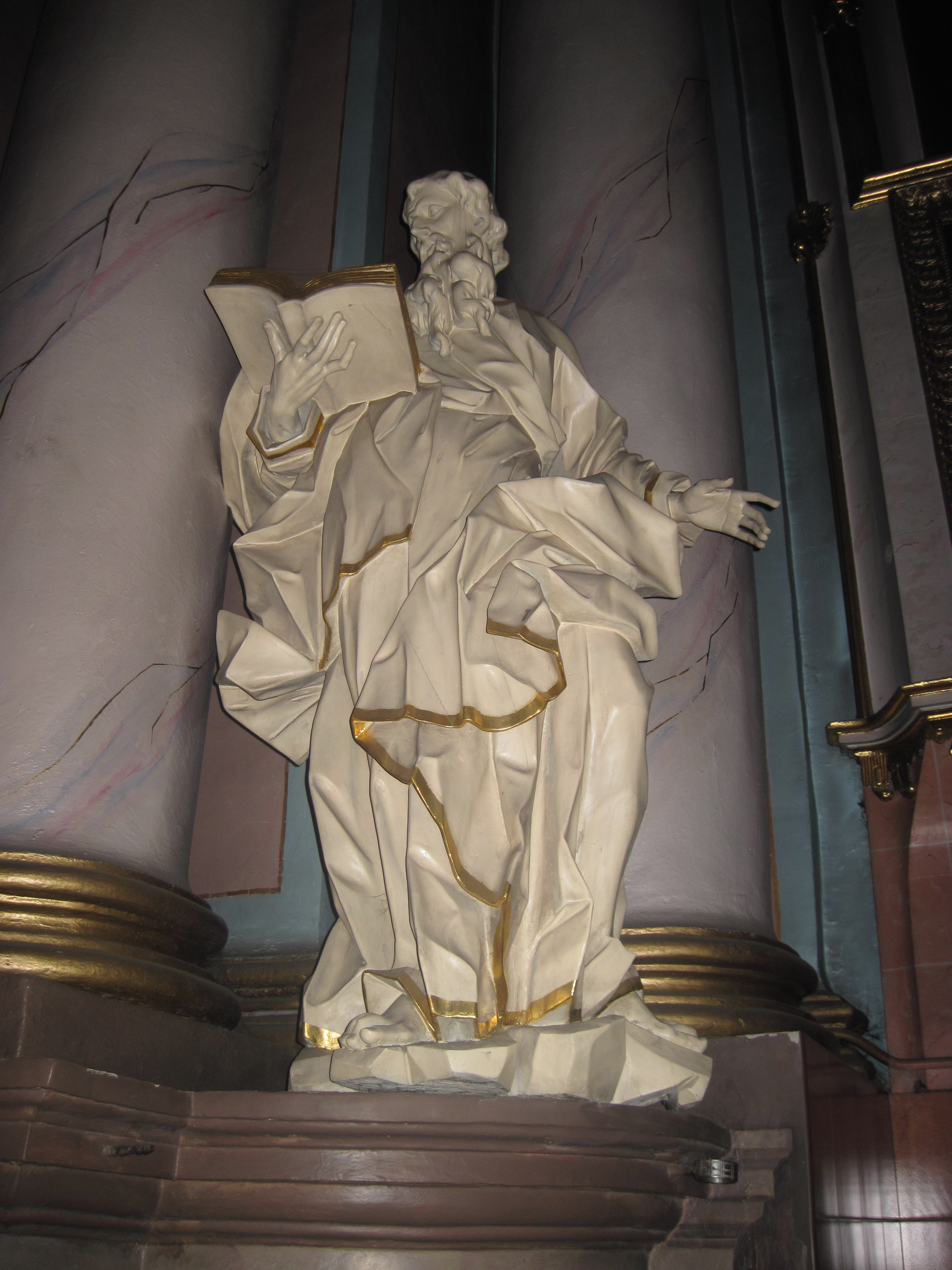
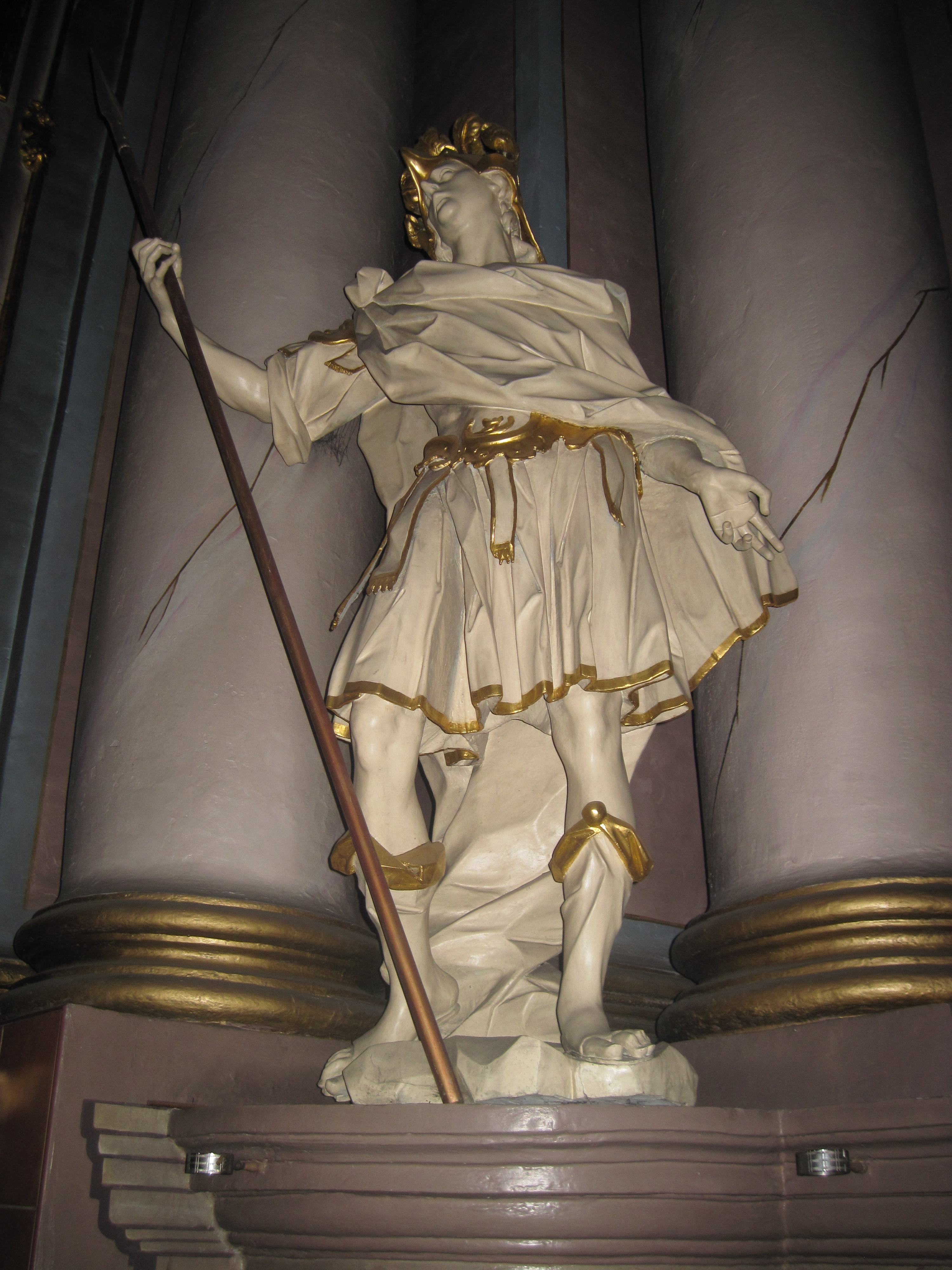
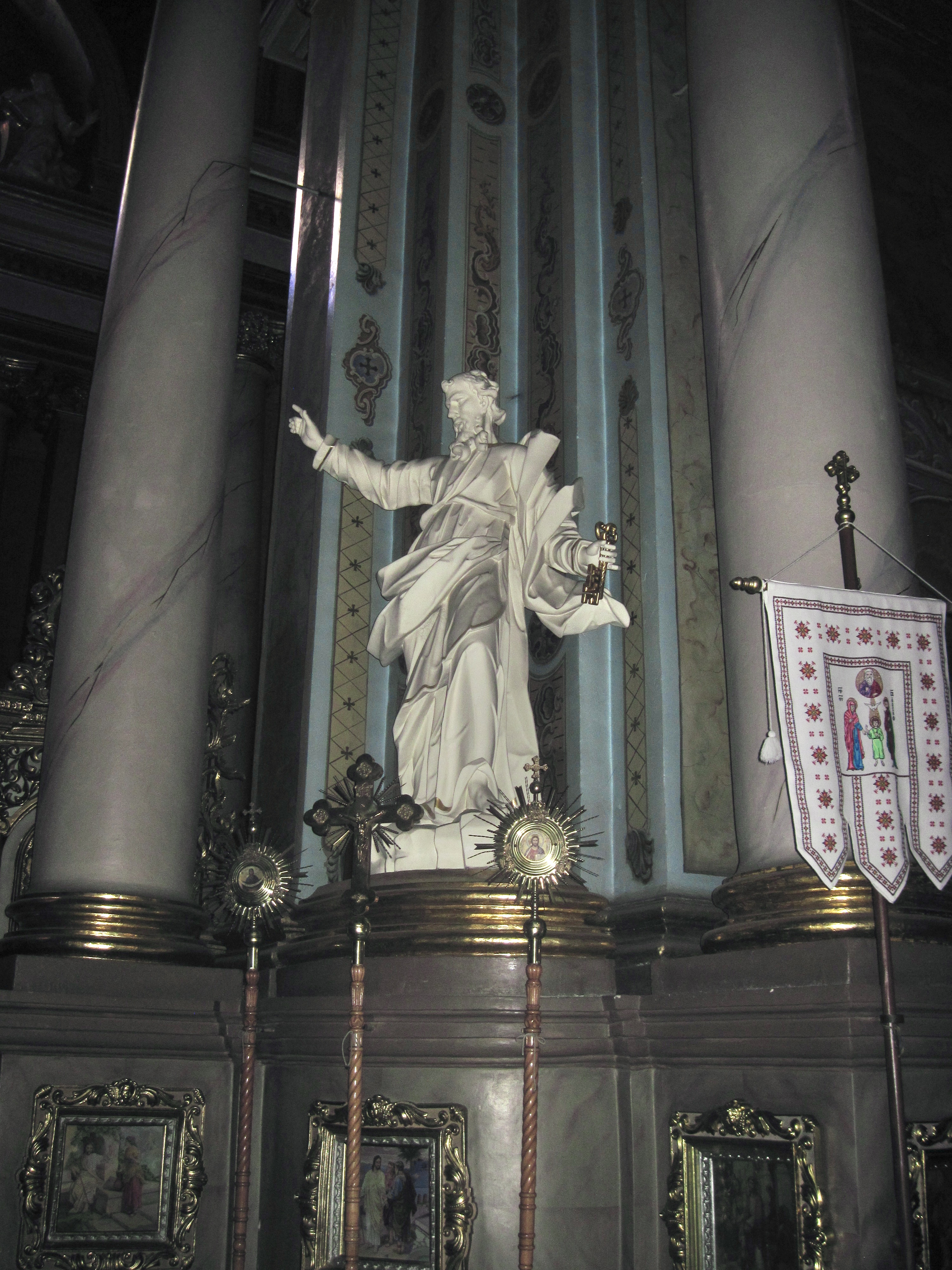

## Виноски
1. ↑  Ostrowski J. K. Kościoł parafialny p.w. Wniebowzięcia Najświętszej Panny Marii w Monasterzyskach // Kościoły i klasztory rzymskokatolickie dawnego województwa ruskiego. Praca zbiorowa. — Kraków : Międzynarodowe Centrum Kultury, Drukarnia narodowa, 1996. — t. 4. — 211 s., 402 il. — S. 92. — (Materiały do dziejów sztuki sakralnej na ziemiach wschodnich dawnej Rzeczypospolitej. Cz. I.). — ISBN 83-85739-34-3. (пол.)
2. ↑  Армянский костёл [Архівовано 27 листопада 2011 у Wayback Machine.] // Памятники градостроительства и архитектуры Украинской ССР. Т. 2. — К. : «Будівельник». — C. 214. (рос.)
3. ↑  деякими елементами схожа з Церквою Святої Покрови Бучача
4. ↑  освячення
5. ↑  Barącz S. Pamiątki miasta Stanisławowa [Архівовано 19 січня 2015 у Wayback Machine.]… S. 65.
6. ↑  Barącz S. Pamiątki miasta Stanisławowa [Архівовано 21 січня 2015 у Wayback Machine.]… S. 105—107.
7. ↑  У 1944 р. ікону винесли із храму для схову — franuk.com [Архівовано 26 вересня 2012 у Wayback Machine.]
8. ↑  Пам'ятники радянської епохи в Івано-Франківську [Архівовано 3 лютого 2014 у Wayback Machine.] на www.ivfrankivsk.if.ua (Івано-Франківськ: все про місто) [Архівовано 28 травня 2010 у Wayback Machine.]
9. ↑  Бондарев Іван «Вірменська церква» // тижневик «Репортер» (м. Івано-Франківськ) за 10 червня 2010 року
10. ↑  Про впорядкування справи обліку та охорони пам'ятників архітектури на території Української РСР. zakon.rada.gov.ua. Архів оригіналу за 5 травня 2021. Процитовано 21 лютого 2021.